# ژانت یانگو
ژانت یانگو (انگلیسی: Jeannette Yango؛ زادهٔ ۱۲ ژوئن ۱۹۹۳) بازیکن فوتبال اهل کامرون است.
از باشگاه‌هایی که در آن بازی کرده‌است می‌توان به باشگاه فوتبال ۱.اف‌اف‌سی توربین پوتسدام اشاره کرد.
وی همچنین در تیم ملی فوتبال زنان کامرون بازی کرده‌است.